# Гидролат
Гидролат – от гидро  + le lait (фр. молоко) – вторичный дистиллят, душистая (флорентинная) вода, образующаяся при паровой дистилляции растительного (как правило, эфиромасличного) сырья. Любой гидролат состоит из дистиллированной воды и компонентов, которые уносятся из растительного сырья паром при паровой, или водной дистилляции. Нерастворимые (или слаборастворимые) компоненты декантируются в виде стеароптенов, или эфирных масел, либо частично используются для насыщения гидролатов путём настаивания, или образования тонкодисперсной смеси. Гидролаты можно получать практически из любого растительного сырья, которое может выдержать паровую дистилляцию. Наиболее популярны гидролаты из эфиромасличных растений (роза, лаванда, шалфей, розмарин, можжевельник, чайное дерево, эвкалипт, мята, ромашка, тимьян, анис, полынь, сосна, кипарис и др.), цитрусовых (лимон, апельсин, мандарин, грейпфрут, лайм, бергамот, нероли, петитгрейн…),  а также из фруктов, ягод, и овощей. Используются гидролаты для гигиены и косметических процедур, для увлажнения воздуха, придания свежести белью и предметам быта. Все гидролаты, изготовленные из натуральных компонентов, являются натуральными по определению. Но существуют гидролаты которые готовятся из синтетических компонентов, круг использования которых значительно уже и ограничивается, как правило, имитацией более дорогих ароматов. Такие гидролаты классифицируются как идентичные натуральным и не рекомендуются специалистами для косметики и личной гигиены.

### Характеристики гидролата
Гидролат представляет собой жидкость, бесцветную или слабоокрашенную, прозрачную или слегка опалесцирующую, с рН от 3,0 до 6,2.
В первые 3-4 недели после получения гидролат "созревает". В это время может меняться запах и прозрачность. Гидролат набирает свою "силу" в течение нескольких месяцев, а потом его органолептические свойства стабильны.
Гидролат не портится, а уменьшает свою активность – "деградирует". Срок активности у  каждого гидролата индивидуален и зависит от хемотипа. В основном гидролат стабилен.
Гидролат может "цвести" – спонтанное появление плёночек, сгустков, хлопьев. Это не осадок и не загрязнение, а самоорганизация веществ в нём. При фильтрации такого гидролата через бумажный фильтр – "цвет" исчезает. "Цвет" не изменяет свойства и не ухудшает качество гидролата.
Наиболее надёжным методом анализа качества и состава гидролатов является хроматографический анализ, позволяющий определить состав компонентов и их количественное содержание.

### Получение гидролата
Метод гидродистилляции можно использовать для получения ароматной воды. Установка для дистилляции в этом случае выглядит немного иначе. Приемник Гинзберга отсутствует, а круглая колба для дистилляции «В» соединена с холодильником «D» стеклянной трубкой «С». В качестве приемника («Е») используется коническая колба или любой другой сосуд. В колбу «В» на 2/3 объема помещают сырье (например, лепестки розы), заливают наполовину водой и кипятят в течение 5-8 часов. Пар через трубку «С» поступает в холодильник «D» с проточной водой. Охлажденный конденсат скапывает в колбу «Е». Хранить ароматную воду следует в холодильнике.

### Гидролат - фальсификации
Самой распространённой фальсификацией является изготовление гидролатов из некачественного и ненатурального сырья.